# Fernando Mascarenhas, 2.º marquês de Fronteira

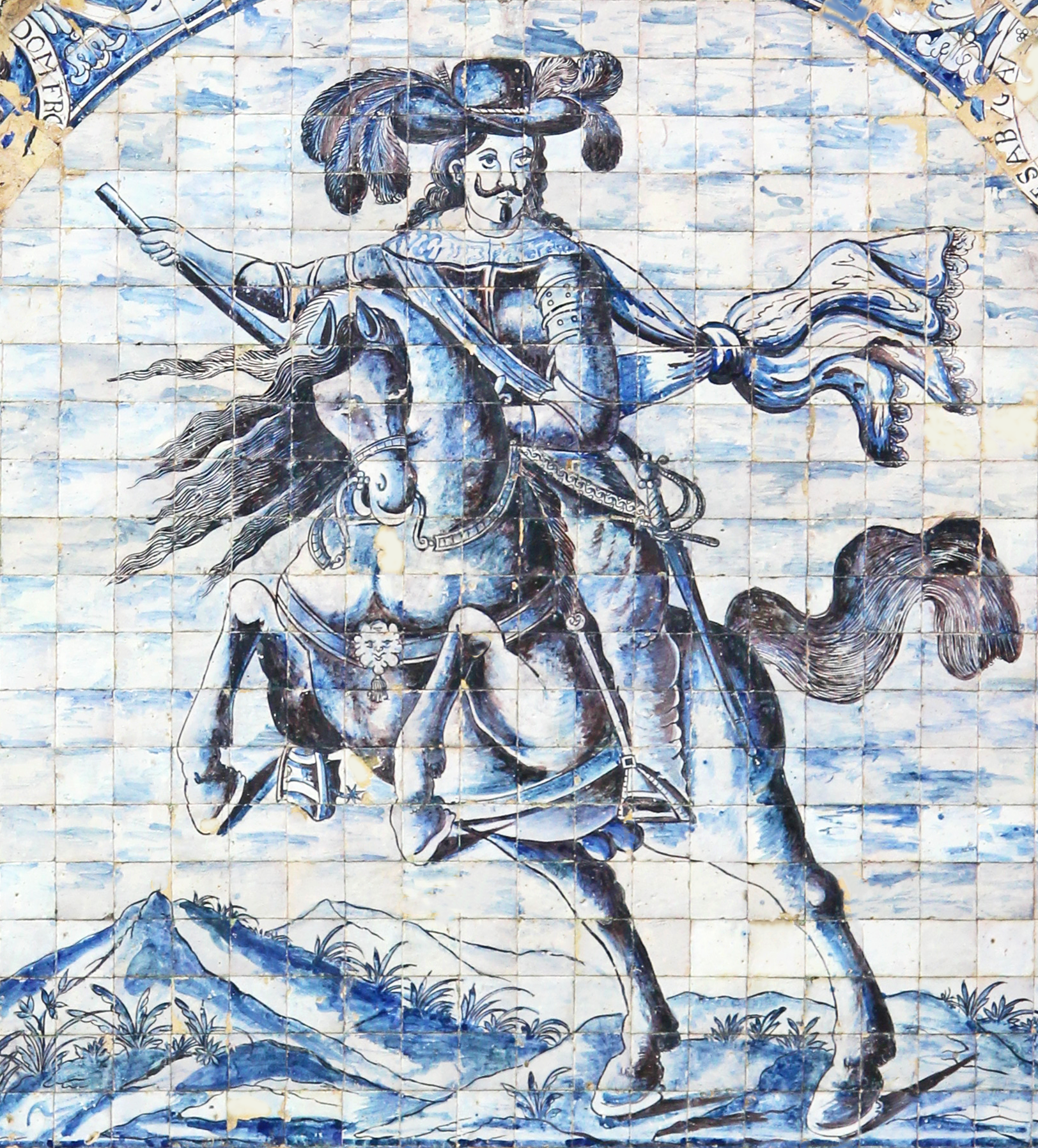
D. Fernando Mascarenhas, 2.º Marquês de Fronteira, conforme representado em painel de azulejos (c. 1670) nos jardins do Palácio Fronteira, em Lisboa.

Fernando Mascarenhas, segundo marquês de Fronteira (Lisboa, 4 de dezembro de 1655 – 22 de fevereiro de 1729), foi um militar e nobre português.
Foi o terceiro conde da Torre, senhor do morgado da Gocharia, donatário da mordomia-mor de Faro, que se compõe de certos direitos reais da referida cidade; comendador das comendas de S. Tiago de Torres Vedras, S. Nicolau de Carrazedo, e S. Miguel de Linhares, de Fonte Arcada; alcaide-mor e comendador do Rosmaninhal, com a alcaidaria-mor no da Guarda, todas na Ordem de Cristo; governador e capitão general do Algarve em tempo de paz etc.  
Serviu na paz, sendo capitão de cavalaria na corte, e mestre de campo dum terço de infantaria. Fez parte da armada à Saboia em 1682, como governador da nau Santo António de Pádua. Na guerra, em 1704, depois de ter ocupado o posto de general de artilharia, foi governador das armas na província da Beira, e com as tropas do seu partido se uniu ao exercito dos aliados, comandado pelo marquês das Minas, que acompanhou a Madrid em 1706. Depois de 1709 teve a nomeação de governador das armas do Alentejo, e em 1710 a de vedor da Fazenda, da repartição dos Armazéns e Índia. Foi presidente do desembargo do Paço; em 15 de setembro de 1711 nomeado conselheiro de Estado e em 1727 mordomo-mor da rainha D. Maria Ana de Áustria. Foi censor perpétuo da Academia Real de Historia quando se instituiu em 1720, e na coleção das memórias dessa agremiação se encontram algumas contas dos seus estudos, e varias orações por ele recitadas.

## Dados genealógicos
Casou com D. Joana Leonor Toledo e Menezes, filha de D. Jerónimo de Ataíde, 6.° Conde de Atouguia, governador do Brasil, e de sua 2a  mulher, D. Leonor de Menezes (filha de D. Fernando de Menezes, comendador de Castelo Branco, e D Joana de Toledo).
Seu filho, D. João de Mascarenhas (1679–1737), foi o quarto conde da Torre e terceiro Marquês de Fronteira, herdando casa e titulo.